# Орден Східних тамплієрів
Орден Східних тамплієрів (Orientis Ordo Templi) — є містичною організацією, яка з'явилась на початку XX століття. Найвідомішим членом цієї організації є Алістер Кроулі. Схема схожа на менш приховане об'єднання, масонів. Східні тамплієри спираються на ритуальні та окультні практики в якості засобу для переходу членів співтовариства з одного рівня на інший. Загальна філософія ордена базується на новій епосі езотеричних принципів і практик, як спосіб реалізації істинної ідентичності. Більша частина знань групи, в тому числі і маніфест Mysteria Mystica Maxima, належать ексцентричному відомому окультисту Алістеру Кроулі. Саме він і став згодом керівником цього таємного товариства. Після смерті Кроулі вплив і популярність Ордена пішли на спад, однак сьогодні по світу розкидано ще безліч відділень співтовариства. Головним чином, це — США, Велика Британія, країни Європи. Зростання популярності Алістера Кроулі свого часу призвело до того, що його дітище, Орден Східних Тамплієрів, згодом вийшло на світло. В результаті організація стала куди менш таємною, ніж раніше. Однак це не означає втрату найпотаємніших і заборонених практик. Головною з них є об'єднання сексуальних пристрастей, особливо вчення «Поклоніння фалоса» і магія мастурбації.

## Засновники OOT
Засновниками були Карл Кельнер, Франц Гартман і Теодор Ройсс.
Карл Кельнер (1851—1905) — австрійський промисловець, хімік, який здійснив низку важливих відкриттів в таких областях як виготовлення паперу, синтез штучних дорогоцінних каменів, фотографія і електрохімія. Крім того, він був дослідником масонства, розенкрейцерства, йоги і алхімії. Саме він вважається засновником OOT.
Франц Гартман (1838—1912) — німецький лікар, хімік, у співпраці з Карлом Кельнером працював в області медичних досліджень. Крім природних наук, Гартман цікавився окультизмом, був членом «Теософського суспільства» Олени Петрівни Блаватської, Товариства Гвідо фон Ліста.
Теодор Ройсс (1855—1923) — німецький дослідник масонства, йоги і багатьох інших окультних систем. Став наступником Кельнера після його смерті. Під керівництвом Ройсс були видані хартії OOT у Франції, Німеччині, Швейцарії, США та Австралії.

## OOT на початку
Ідея створення Ордена східних тамплієрів належала Карлу Кельнер. У 1885 році Карл Кельнер познайомився з Францем Гартманом, членом Теософського суспільства Олени Петрівни Блаватської, що називав себе також розенкрейцером, і у співпраці з ним, а також згодом і з Теодором Ройсс, вирішив створити масонську академію, яка об'єднує в собі всі існуючі масонські ступені й системи. Новий орден повинен був, за задумом Кельнера, називатися Орденом східних тамплієрів, і в нього повинні були приймати як чоловіків, так і жінок. Однак в ході однієї з дискусій з Теодором Ройсс, Кельнер погодився, що організація, яку вони придумали, повинна називатися «Орденом храму сходу».

## OOT при Теодора Ройсс
Ще в 1890 році Ройсс зі своїм другом Леопольдом Енгелем «реанімував» орден ілюмінатів. Сам Ройсс стверджував, що володіє патентом принца-Розенкрейца «Louis Gabriel Lebauche», переданим Вейсгаупта в 1786 році, на підставі якого і намагався здійснити цю «реанімацію». У 1900 році орден перейменували у Велику масонську ложу ордена ілюмінатів (Grosse Freimaurerloge fuer Deutschland des Illuminaten-Ordens), а конституцію переписали з конституції овла. У червні 1901 року друзі посварилися і спливла вся таємниця з фальсифікацією розенкрейцерской патенту Ройсс. До 24 вересня 1902 року Ройсс встиг побувати в Манчестері і повернутися до Німеччини з патентом Джона Яркера (до ДПШУ не має ні найменшого відношення, крім деяких ритуалів, завдяки випадку потрапили Яркеру в руки). Від Джона Яркера Ройсс так само отримав хартію на створення парамасонської організації під назвою «Суверенне святилище», і, хартію на створення Великого сходу Німеччини, за зразком Великого сходу Франції.
У кінці XIX століття в багатьох німецьких пивних були свої компанії. Основні заняття у них були різноплановими: про політику сперечалися, мріяли про націю, деякі в благодійних цілях в карти на гроші грали. Їх називали «кутовими ложами» (Winkellogen). Деякі з них об'єднувалися в союзи, на зразок «Allgemeine Buergerloge» або «Matthai — Logenbund», але все мріяли стати «справжніми» масонськими ложами. Саме на їх базі, залучаючи до своїх лав підробленим «розенкрейцерські-іллюмінатскім» патентом, Ройс і створював свій заклад: «Symbolische Grossloge des Schottischen Ritus in Deutschland». І назвав цю ново створену велику ложу відразу масонської академією. Але вже в 1904-му в мюнхенському «Метрополі» відбулася асамблея лож Іоанна, які заявили, що насаджуваний сумнівний окультизм Ройсс, укупі з його схильностями до вивчення сексуального символізму і язичництва — несумісний з цілями і завданнями масонства, і вийшли з організації. Деякі з лож були згодом регуляризоване в статуті «Ройал Йорк». Нечисленні залишки послужили Ройсс для того, щоб на їх базі створити ООТ, з деяких елементів якого, після його смерті, створив своє власне ООТ — А. Кроулі, написавши для свого ОТО свої власні ритуали, оскільки не мав здебільшого ритуалів тих статутів, про які заявив, ніби вони увійшли до складу його ООТ.
Таким чином всі статути, на які претендував Кроулі, а слідом за ним претендує сучасне ОТО, поряд зі Сведенборгіанскім статутом, до Статуту Мемфіс-Міцраїм, ДПШУ, і іншими не ввійшли в загальну систему ООТ, і не мають до ОТО ніякого відношення, незважаючи на спроби адептів ОТО виробляти свій родовід від них. Сучасні спадкоємці зазначених юрисдикцій — Статуту Мемфіс-Міцраїм, ДПШУ, Ордена мартиністів, і інші — не визнають присвятну системи ОТО, і не підтримують з організаціями, які використовують дану назву ніяких відносин. Слід також зазначити, що сучасне ОТО відмовилася від присвоєння масонських ступенів, і тепер присвоює «звання», з аналогічними назвами, які не мають на увазі передачі ритуалів, матеріалів, і самих масонських присвят, або навіть претензій на такі. Зроблено це через відсутність відповідних матеріалів — тобто текстів ритуалів, і супутніх настанов, які є в справжніх традиційних юрисдикціях згаданих масонських братств. У 1902 році Ройсс приступив до видання масонського журналу під назвою «Оріфламма».
Після смерті Кельнера 7 червня 1905 року влада в О. Т. О. перейшла до Ройсс.

## Організації, створені на основі ООТ
- Стародавній орден східних тамплієрів (ОТОА, — Ordo Templi Orientis Antiqua)
- Братство Сатурна (Fraternitas Saturni)
- ОТО Кеннета Гранта (ТОТО, Тифоніанський орден)
- Суспільство ОТО (SOTO)
- ОТО Мецгера (Швейцарське ОТО)
- Каліфорнійське ОТО (Халіфат)

## Відомі члени ООТ
- Теодор Ройсс — німецький окультист, франкмасон.
- Кеннет Грант — англійський окультист і письменник.
- Мішель Бертьє — американський окультист, єпископ Старокатолицької церкви, письменник книг про вуду.
- Кеннет Енгер — авангардний режисер шістдесятих, творець естетики кліпу як такої.
- Noname Jane (Ада Мей Джонсон) — американська порноакторка.
- Алістер Кроулі — англійська окультист, засновник вчення Телеми.
- Джек Парсонс — учений-хімік, засновник Jet Propulsion Laboratory, винахідник твердого палива для ракет.
- Філліс Секлер
- Девід Тибет — англійський музикант, засновник гурту Current 93, що грає індастріал, dark folk і apocalyptic folk.
- Джордж Буш (молодший)
- Джордж Буш (старший)